# Vânătoare

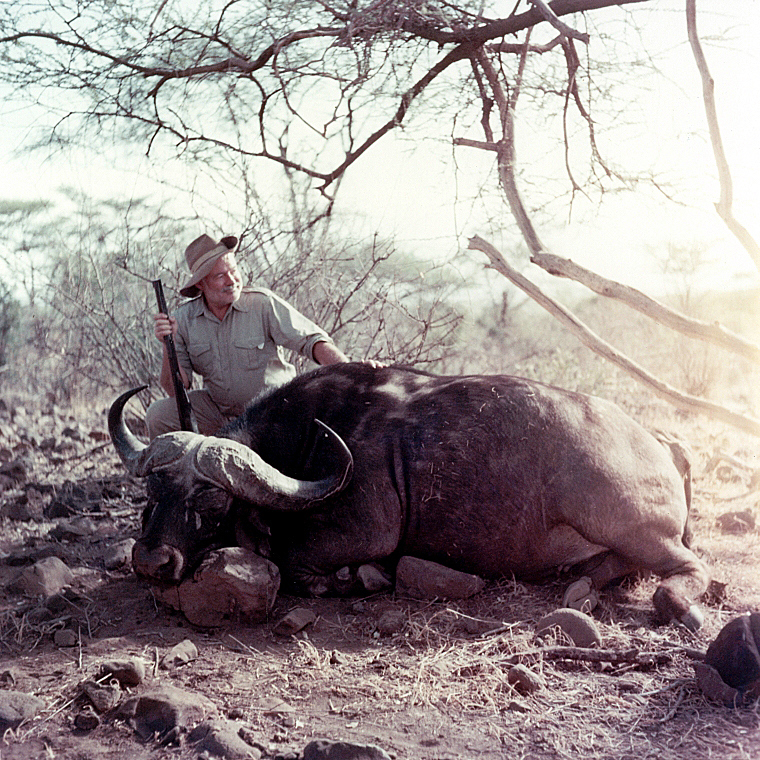

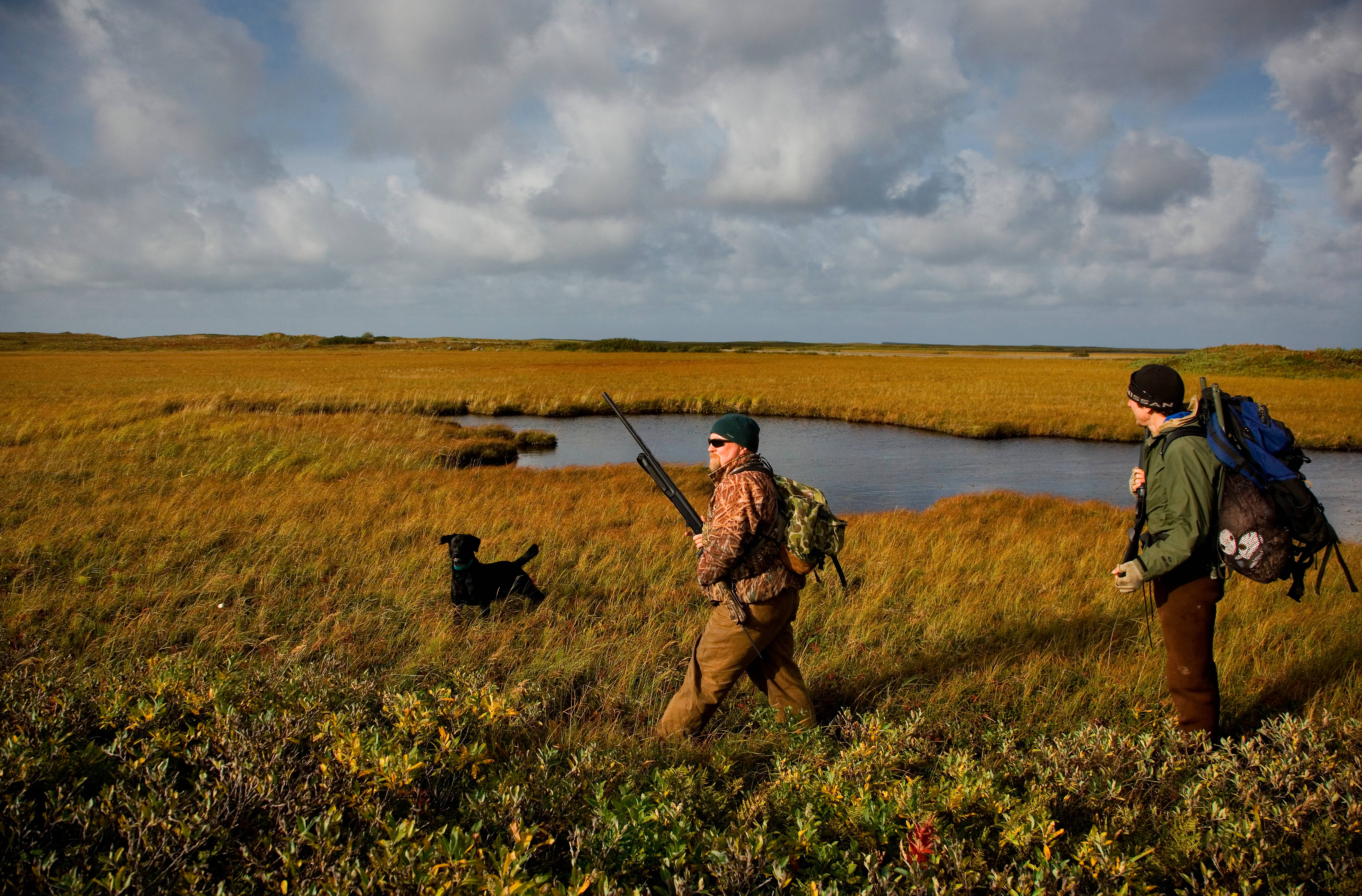
Vânătoare de rațe

Vânătoarea (în latină venatio) este activitatea care constă în prinderea sau uciderea unor animale sălbatice. Vânătoarea nu este o activitate specific umană, deoarece există și alte ființe vii care vânează.
În zilele noastre, termenul de vânătoare practicată de oameni se referă la vânătoarea efectuată în condițiile legii, spre deosebire de braconaj, în care se obțin aceleași efecte dar în mod ilegal.

## Istoric
Vânătoarea a apărut ca ocupație a omului în epoca paleolitică. Înainte ca omul să crească animale și să cultive plante, vânătoarea a constituit principalul mijloc de existență. Pentru unele popoare din nordul Asiei, Americii, din insulele Polineziei, din Australia și Africa, vânătoarea are și în prezent aceeași importanță.

## Tipologie
Se deosebesc următoarele tipuri de vânătoare:
- industrială – vânatul mamiferelor și păsărilor sălbatice pentru piele, blană, carne și alte produse specifice;
- sportivă – se face în scopul studierii ecologiei animalelor de vânat și organizării raționale a vânatului lor, precum și pentru trofee specifice;
- de exterminare – are drept scop stârpirea carnivorelor, păsărilor răpitoare și rozătoarelor și se face cu arme de foc, cu unelte de prins (capcane, lațuri), cu câini, cu păsări etc.[2]

## Vânătoarea în România
În România există aproximativ 60.000 de vânători iar suprafața parcului cinegetic românesc este de șase milioane de hectare.
Anual sunt vânați aproximativ 60.000 de mistreți și 5.000 de ciute.
Un cerb costă între 550 și 8.000 de euro, în funcție de valoarea trofeului, un mistreț între 250 și 750 de euro, în funcție de mărimea colților, un urs carpatin între 5.000 și 7.000 de euro, un cocoș de munte 1.000 de euro pe bucată, iar capra neagră - 2.800.
Cel mai vânat animal în România este iepurele de câmp, pentru care vânătorii plătesc 20-25 de euro.
Afacerea aduce anual aproape 100 de milioane de euro la bugetul de stat. Muflonul este considerat strămoșul raselor de oi cu coadă scurtă din nordul Europei. În România există câteva exemplare în Parcul de vânătoare Scroviștea. Zimbrul, dispărut din fauna României, a fost reintrodus în semilibertate (rezervația Neagra de la Bucșani, județul Dâmbovița, Parcul Natural Vânători-Neamț).
Conform statisticilor, România este țara europeană cu cei mai mulți lupi în sălbăticie, peste 3.000 de exemplare.
Însă în fiecare an, în România sunt găsite exemplare împușcate ilegal pentru simplul motiv că fac concurență vânătorilor de căprioare și mistreți; mai mult, uciderea lupilor s-a transformat într-o veritabilă afacere internațională, anual, străinii fiind invitați să vâneze în România, pentru simplul motiv că la ei în țară nu mai au așa ceva.

## Arme de vânătoare
- Arc
- Bumerang
- Pușcă
- Arbaletă